# Ecuador en los Juegos Olímpicos de Barcelona 1992
Ecuador estuvo representado en los Juegos Olímpicos de Barcelona 1992 por un total de 13 deportistas, 6 hombres y 7 mujeres, que compitieron en 6 deportes.
La portadora de la bandera en la ceremonia de apertura fue la yudoca María Cangá. El equipo olímpico ecuatoriano no obtuvo ninguna medalla en estos Juegos.